# Reprezentacja Hiszpanii na Mistrzostwach Świata w Narciarstwie Klasycznym 2007
Reprezentacja Hiszpanii na Mistrzostwach Świata w Narciarstwie Klasycznym 2007 liczyła 2 sportowców. Najlepszym wynikiem było 59. miejsce Diego Ruiza w biegu mężczyzn na 15 km.

## Medale

### Złote medale
Brak

### Srebrne medale
Brak

### Brązowe medale
Brak

## Wyniki

### Biegi narciarskie mężczyzn
Bieg na 15 km
- Diego Ruiz Asín – 59. miejsce
- Vicente Vilarrubla – 86. miejsce